# Panamese voetbalbond
De Federación Panameña de Fútbol of Panamese voetbalbond  (FEPAFUT) is een voetbalbond van Panama. De voetbalbond werd opgericht in 1937 en is sinds 1961 lid van de CONCACAF. In 1938 werd de bond lid van de FIFA.
De voetbalbond is verantwoordelijk voor het Panamees voetbalelftal.

## President
De huidige president (december 2018) is Pedro Chaluja Arauz.